# Tumulus van Hochtumsknopf
De Tumulus van Hochtumsknopf is een Gallo-Romeinse grafheuvel op de Hochtumsknopf bij Burg-Reuland in de Belgische provincie Luik. De tumulus ligt op ongeveer 1,5 kilometer ten westen van Maldingen.
De heuvel is intact en duidelijk zichtbaar in het landschap en is een teken van bezetting van deze streek in de La Tène-periode. De heuvel ligt op de Hochtumsknopf, een hoog punt in het landschap.

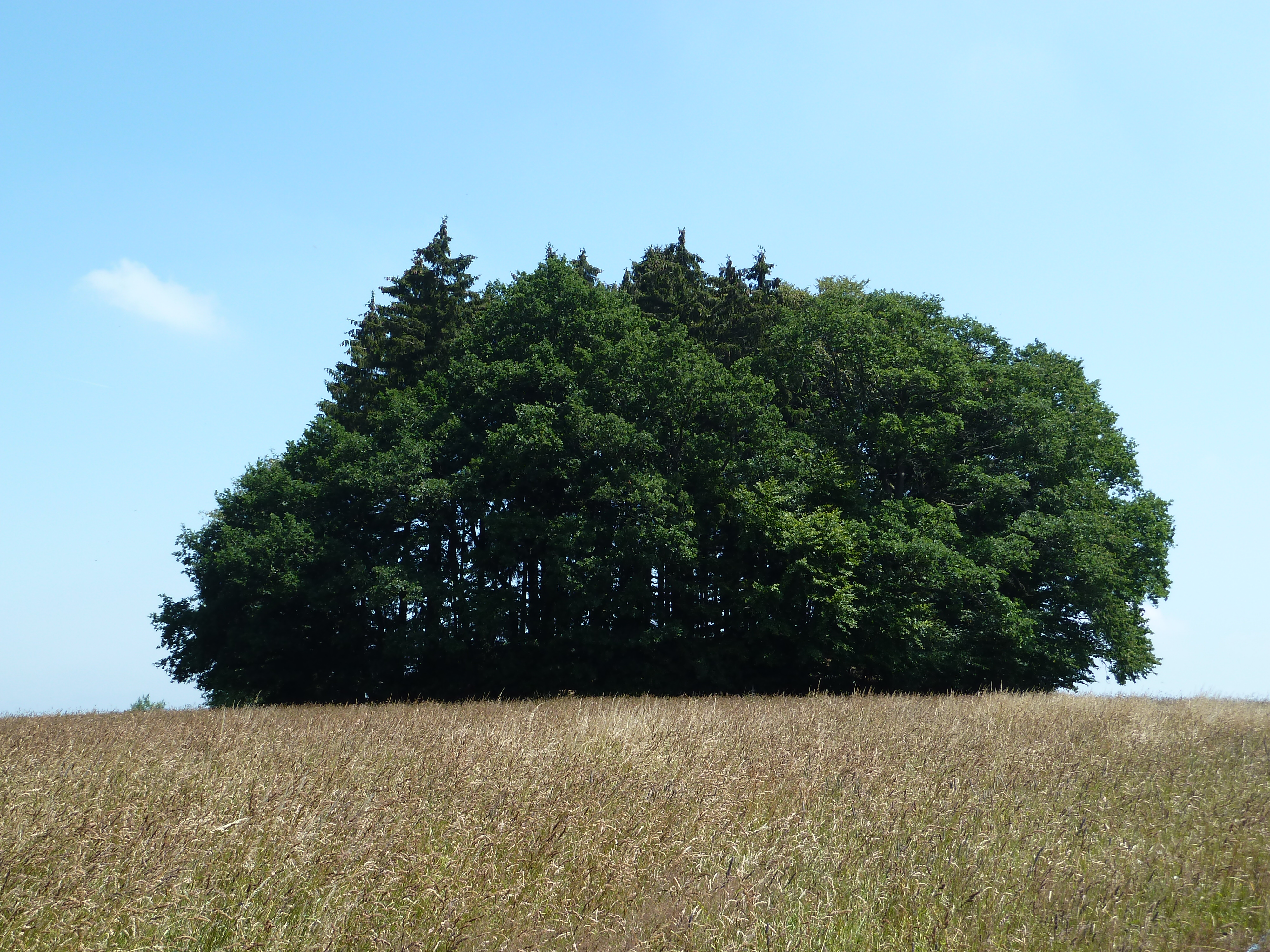
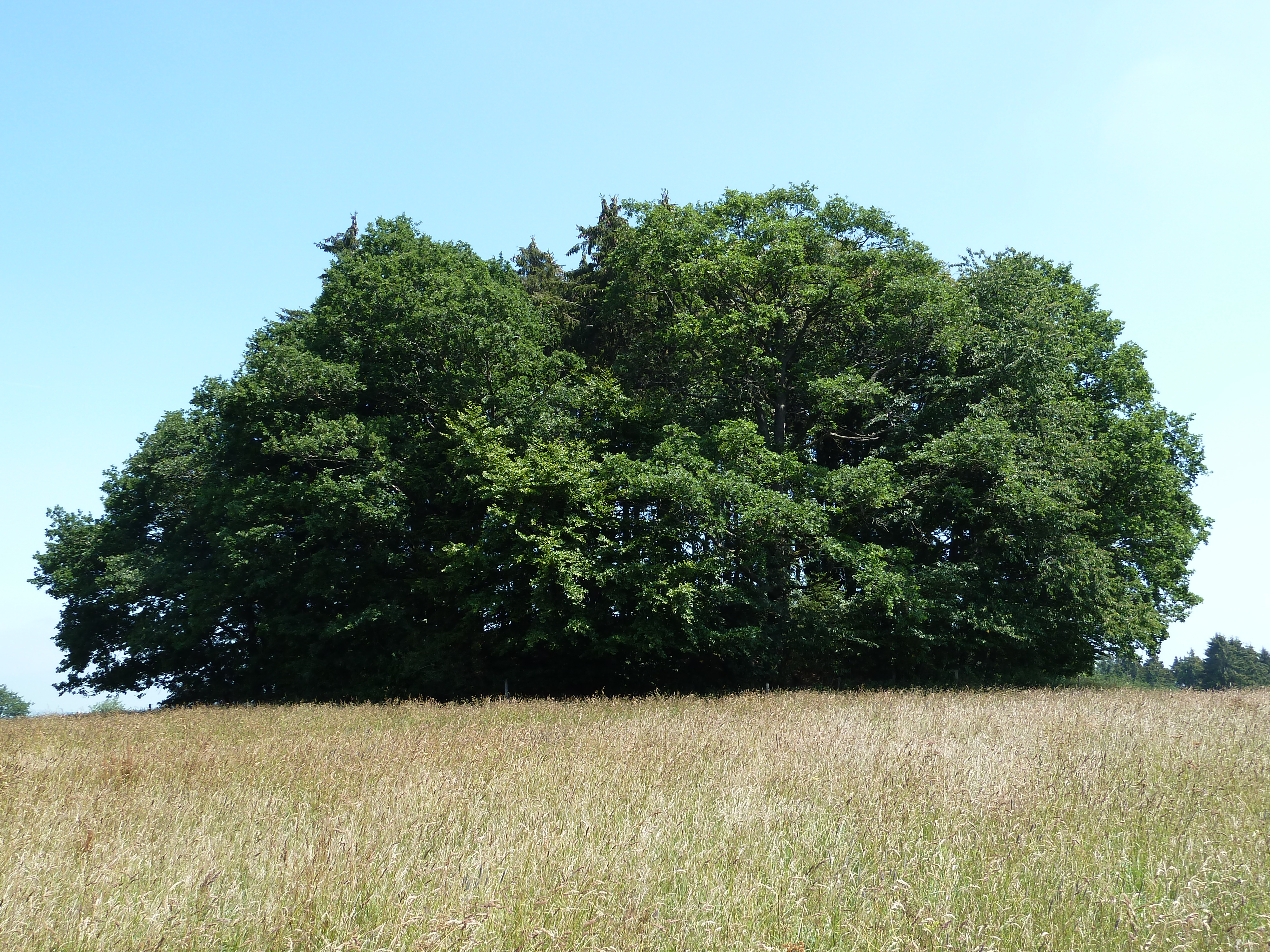
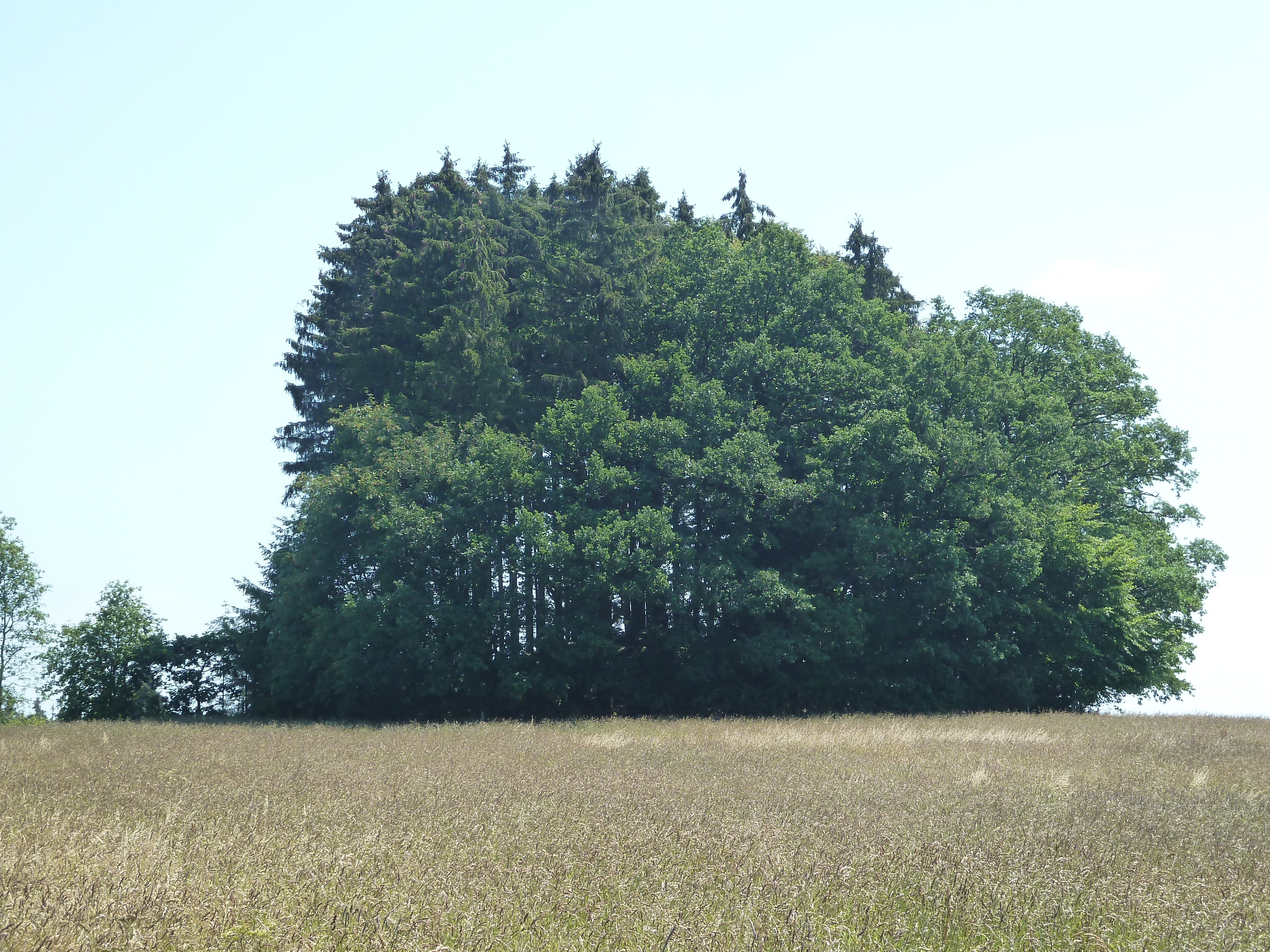